# Camille Bombois
Camille Bombois (ur. 3 lutego 1883 w Venarey-les-Laumes, zm. 6 czerwca 1970 w Paryżu) – francuski malarz prymitywista, jeden z malarzy naiwnych odkrytych przez Wilhelma Uhdego.

## Życiorys
Wychował się na barce rzecznej na której pływał jego ojciec, później pracował jako robotnik rolny, występował w cyrku jako siłacz, był dróżnikiem i pracownikiem na placu budowy paryskiego metra. Podczas I wojny światowej walczył na froncie, za co otrzymał kilka odznaczeń. Ostatecznie osiadł w Paryżu i podjął pracę na nocnej zmianie w drukarni, dzięki temu mógł w dzień malować. W 1922 został zauważony na ulicznej wystawie przez Wilhelma Uhdego, który pomógł mu się usamodzielnić i skoncentrować wyłącznie na sztuce.
Camille Bombois znany jest głównie ze scen cyrkowych i jarmarcznych, które są retrospekcją jego przeżyć z lat młodości. Prace malarza odznaczają się witalnością, żywą kolorystyką, dbałością o szczegóły i deformacją postaci w scenach figuralnych.
Prace malarza znajdują się głównie w kolekcjach prywatnych oraz muzeach francuskich m.in. w Musée Maillol w Paryżu.